# Општина Извоареле (Олт)
Извоареле (рум. Izvoarele) општина је у Румунији у округу Олт.
Oпштина се налази на надморској висини од 128 m.